# Mediothele
Mediothele is een geslacht van spinnen uit de  familie van de Hexathelidae.

## Soort
- Mediothele anae Ríos & Goloboff, 2012
- Mediothele australis Raven & Platnick, 1978
- Mediothele lagos Ríos & Goloboff, 2012
- Mediothele linares Ríos & Goloboff, 2012
- Mediothele minima Ríos & Goloboff, 2012
- Mediothele nahuelbuta Ríos & Goloboff, 2012